# Alan Robert Barker
Alan Robert Barker, britanski general, * 29. oktober 1898, † avgust 1984.